# Ultrastar
UltraStar är ett datorprogram som till stor del liknar Singstar för Playstation 2. Det karaokeliknande spelet går ut på att spelarna tävlar om vem som kan sjunga med i närmaste rätt tonart i olika sånger.

## UltraStar
Programmet började utvecklas av den polske programmeraren "corvus5" i augusti 2004. Sedan dess har tyska programmerare tagit över utvecklandet mer och mer.
UltraStar är programmerat i programmeringsspråket Kylix/Delphi, men finns portat i C++ till Linux, BSD och UNIX [källa behövs].

## UltraStar Deluxe
UltraStar Dexuxe (förkortat UltraStar DX), är en version av UltraStar där utvecklarna utökat möjligheterna att spela i lag. Utvecklarna gav även UltraStar ett nytt gränssnitt.

Det som skiljer Ultrastar Deluxe från Ultrastar är bland annat:
- Fler videoformat stödjs som till exempel DivX , XviD, FLV, AVI och WMV.
- Lua programmerbart "Party mode" med olika spellägen. Detta inkluderar support för andra lua plugins för att ytterligare utöka antalet spellägen.
- Förbättrad sånghantering och hantering med möjlighet att söka efter sånger samt att använda spellistor.
- Mer detaljerad statistik.

## Performous
Performous är ett spel som startade som en omarbetning av Ultrastar, men som nu innehåller stöd för sång, gitarr/bas, trummor och dansmattor.